# 小芸木属
小芸木属（学名：Micromelum）是芸香科下的一个属，为无刺灌木或乔木植物。该属共有约11种，分布于亚洲热带、亚热带地区。